# Dermatofibroma

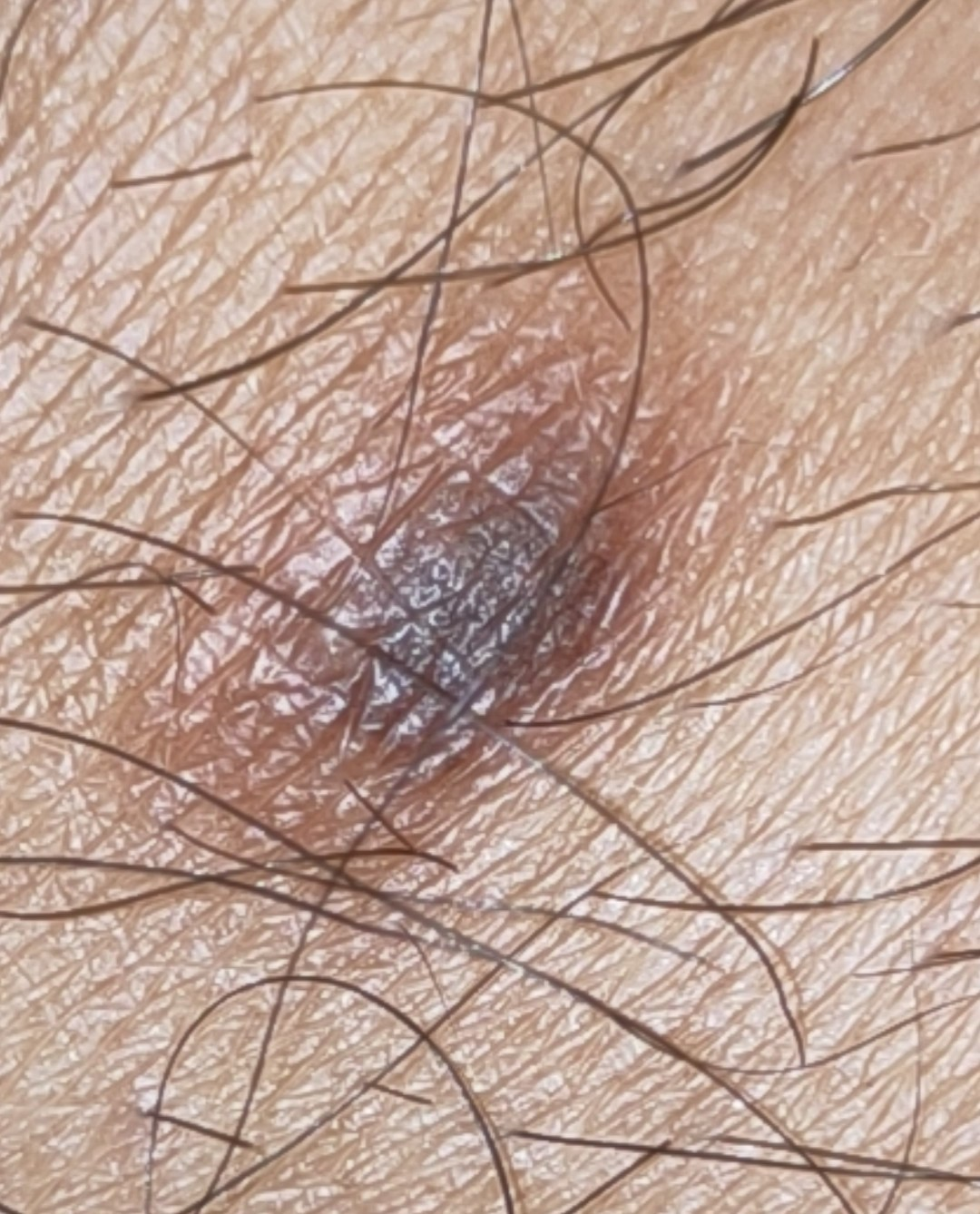
Dermatofibroma pigmentado

El dermatofibroma (Histiocitoma fibroso cutáneo , fibroma simple , fibroma duro ) es un tumor benigno muy frecuente que afecta a la piel. Aparece en adultos a partir de los 30 años, se localiza preferentemente en las extremidades inferiores y es más frecuente en mujeres. Generalmente no provoca ningún tipo de síntomas y presenta un tamaño pequeño, de menos de un centímetro de diámetro. Se manifiesta como un pequeño nódulo en la piel de forma redondeada y color marrón grisáceo o rosado. No precisa tratamiento, salvo cuando existen dudas sobre su naturaleza o diagnóstico o bien por motivos estéticos. En tales casos se puede proceder a su extirpación mediante cirugía.

## Sinonimia
Este tumor puede denominarse de varias formas, algunos de los sinónimos más empleados en la literatura médica son los siguientes:
- Histiocitoma fibroso benigno
- Histiocitoma solitario,
- Hemangioma esclerosante
- Histiocitoma cutis
- Fibrosis nodular subepidérmica